# Candide (opérette)
Pour les articles homonymes, voir Candide (homonymie).

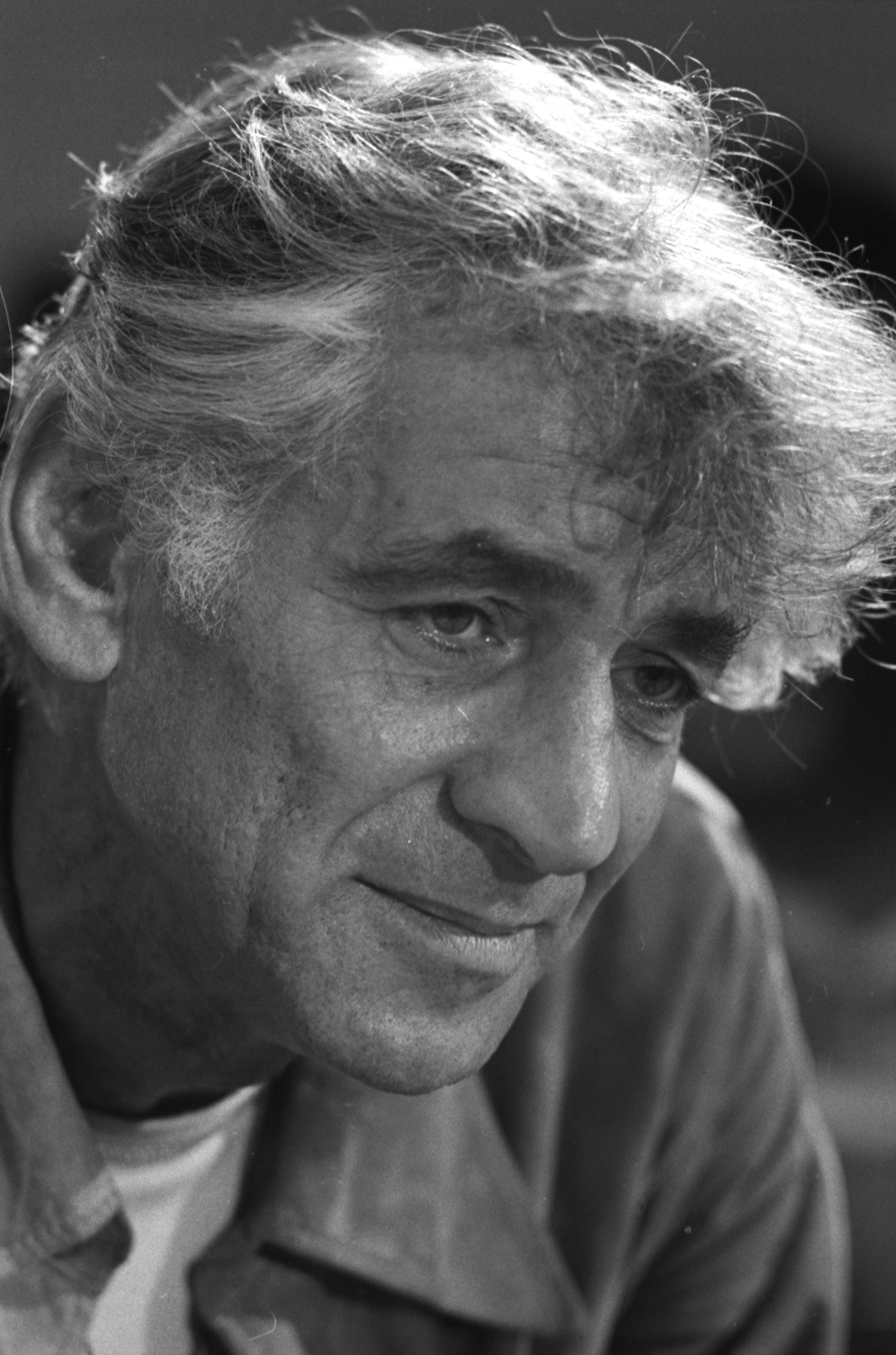
Leonard Bernstein.

Candide (1956) est une opérette du compositeur américain Leonard Bernstein basée sur le conte philosophique éponyme de Voltaire. Le livret original a été écrit par Lillian Hellman mais depuis 1974, c’est souvent le livret d’Hugh Wheeler qui est utilisé car il est plus fidèle au texte de Voltaire. Le premier parolier était Richard Wilbur, mais John La Touche Dorothy Parker, Lillian Hellman, Stephen Sondheim et Leonard Bernstein ont également contribué au texte. Hershy Kay, John Mauceri et Maurice Peress (en) contribuèrent à l’orchestration.

## Origines
Candide fut d’abord conçu par Lillian Hellman comme une pièce de théâtre musicale dans le style de sa précédente mise en scène de l'Alouette de Jean Anouilh. Bernstein en revanche fut si enthousiasmé par ce projet qu’il convainquit Hellman d’en faire une « opérette comique » ; elle rédigea ainsi le livret original. De nombreux paroliers travaillèrent sur le show : d’abord James Agee puis Dorothy Parker, John Latouche et Richard Wilbur. Les paroles de « I Am Easily Assimilated » furent écrites par Leonard et Felicia Bernstein (en) et les paroles d’« Eldorado » par Lillian Hellman. Hershy Kay réalisa toutes les orchestrations sauf l'ouverture, réalisée par Bernstein lui-même.

## Échec initial
Candide fut créé le 1er décembre 1956 à Broadway dans une production mise en scène par Tyrone Guthrie et un orchestre dirigé par Samuel Krachmalnick. Le décor et les costumes avaient été créés par Oliver Smith et Irene Sharaff respectivement. La chorégraphie était de Anna Sokolow. Le show présentait : Robert Rounseville dans le rôle de Candide, Barbara Cook dans le rôle de Cunégonde, Max Adrian dans le rôle du docteur Pangloss, et Irra Petina (en) dans le rôle de La Vieille Dame. Même si cette production fut un désastre, ne durant que deux mois pour un total de 73 représentations, la plupart des chansons furent enregistrées sur un album devenu culte depuis. Le livret de Hellman a été critiqué dans The New York Times comme étant trop sérieux.

## L'Ouverture en tant qu'œuvre classique
Bien que le show lui-même ait reçu des critiques mitigées, la musique attira immédiatement l’attention des critiques. À peine un mois après la première, Overture to Candide fut présenté par le New York Philharmonic. Cette ouverture devint immensément populaire et fut jouée par des centaines d’orchestres à travers le monde pendant les deux années suivantes. Une partie de l’ouverture fut également utilisée par Dick Cavett, pour la télévision américaine.

## Revivals
Candide connut un revival en 1973. Harold Prince, connu pour son adaptation de Un violon sur le toit, demanda à Hugh Wheeler de réécrire un livret puisque Hellman avait catégoriquement refusé que son travail soit réutilisé. Le seul élément du livret d’Hellman qui fut conservé est le nom inventé pour le frère de Cunégonde, Maximilian qui n’est pas nommé dans la nouvelle. Cette version de 105 minutes en un acte, qui ne comprend que la moitié des numéros musicaux, est connue sous le nom de « version de Chelsea » car la première eut lieu au Chelsea Theater Center (en) dans l’académie de musique de Brooklyn. En 1974, le show déménage à Broadway, et, toujours dirigé par Harold Prince fut beaucoup mieux reçu par le public. On y retrouvait Mark Baker (Candide), Maureen Brennan (Cunégonde), Sam Freed (Maximilian), Lewis J. Stadlen (en) (Dr Pangloss) et June Gable dans le rôle de La Vieille Dame.
La version de Chelsea était également connue pour sa mise en scène unique. Eugene Lee (en) aida Prince en créant des plates-formes qui permettait de rediriger l’attention du spectateur sans changer de décor. Les acteurs étaient juchés sur ces plates-formes qui évoluaient en permanence, descendant, s’ouvrant ou se couplant pour former une autre scène. Un orchestre composé de 13 membres, répartis aux quatre coins de la scène, étaient dirigés par le chef d’orchestre, qui portait un costume d’époque et pouvait être vu par les musiciens et le public sur un écran. Il y a une longue description de cette mise en scène et des réponses du public dans le livre de Davi Napoleon (en).
À la suite de la demande par les compagnies d’opéras pour une version plus légitime, comprenant l’intégralité des morceaux, le spectacle fut réécrit sur la base du livret de Wheeler. La « version Opéra » en deux actes, reprend la majorité de la musique de Bernstein, plus quelques chansons qui n’avaient pas été orchestrées pour la première production. La première représentation de cette nouvelle version eut lieu en 1982 au New York City Opera sous la direction de Prince et dura trente-quatre représentations.
En 1988, après la mort de Hellman, Bernstein se remit au travail avec John Mauceri pour une version qui correspondait plus à ses souhaits. Il pensait que dans les versions récentes, trop de choses avaient été modifiées, changeant totalement le contexte de certaines chansons. La première de cette nouvelle version fut mise en scène au Scottish Opera et après quelques autres changements, Bernstein lui-même dirigea sa « version finale » avec Jerry Hadley, June Anderson, Christa Ludwig et Adolph Green.
Dix ans quand le Royal National Theatre décida de mettre en scène « Candide », une autre version fut jugée nécessaire, et le livret de Wheeler fut réécrit par John Caird (en). Cette version est beaucoup plus proche de celle de l’œuvre originale de Voltaire qu’aucune autre auparavant. Les chansons restent principalement telles que Bernstein les avaient voulues dans sa « révision finale », avec quelques emprunts à Sondheim et Wilbur. Cette version est appelée « version RNT » et connut un grand succès.
Candide fut remis au goût du jour à Broadway en 1997, dirigé encore une fois par Harold Prince. La production reçut des critiques mitigées. La distribution était la suivante : Jason Danieley (en) (Candide), Harolyn Blackwell (Cunégonde), Jim Dale (Dr Pangloss), Andrea Martin (La vieille dame) et Brent Barrett (Maximilian).
En 2004, Lonny Price (en) a mis en scène une version dirigée par Marin Alsop, pour quatre représentations du 5 au 8 mai 2004. Cette production fut diffusée dans l’émission « Great performances » sur la chaine américaine PBS. La distribution comprenait Paul Groves dans le rôle de Candide, Kristin Chenoweth dans le rôle de Cunégonde, Thomas Allen dans le rôle de Dr Pangloss, Patti LuPone dans le rôle de La Vieille dame et Janine LaManna dans le rôle de Paquette, avec les chœurs du « Westminster Choir College » et ceux de la Juilliard School. Cette production incluait deux duos, rarement chantés, entre Cunégonde et La Vieille Dame, « We are Women » et « Quiet ».
En 2006, en l’honneur des 50 ans de la création de « Candide », le Théâtre du Châtelet créa l'œuvre en France en proposant une production sous la direction de Robert Carsen. La production a rejoint la Scala de Milan en 2007 et l'English National Opera en 2008. La mise en scène reprodusait le plateau d’une émission de télé américaine des années 1950 et faisait apparaître Voltaire, changeant de chaîne entre les différentes scènes et faisant office de narrateur. Carsen situa l’action dans les années 1950-1960 dans un monde américanisant, et critiquant la société et la politique contemporaines. Cette production fut filmée et diffusée sur Arte. Dans le cadre des European Opera Days, un week-end portes ouvertes dans les grands opéras français fut organisé. À cette occasion la vidéo de cette représentation fut utilisée et projetée en haute définition sur un écran au Théâtre du Châtelet. Cette production fut sévèrement critiquée par le mensuel « American Record Guide » pour son mélange des styles.
En 2008, Vernon Mound dirigea une production de Candide à Karlstad en Suède, basée sur la « version RNT » de John Caird.
Au départ un échec, Candide est maintenant devenu un classique, et jouit d’une grande popularité, notamment dans les écoles de musiques américaines, pour sa musique et les opportunités qu’il offre aux chanteurs.
Candide a été présenté trois fois en juin 2023, par le Chœur du Conservatoire Hector Berlioz.

## Numéros musicaux (version finale 1989)
| Acte I - Overture to Candide - Westphalia Chorale - Life Is Happiness Indeed - The Best of All Possible Worlds - Universal Good - Oh, Happy We - It Must Be So (Candide’s Meditation) - Westphalia - Battle Music - Candide’s Lament - Dear Boy - Auto de fe (What a day) - Candide Begins His Travels; It Must Be Me (2nd Meditation) - The Paris Waltz - Glitter and Be Gay - You Were Dead, You Know - I Am Easily Assimilated (Old Lady’s Tango) - Quartet Finale | Acte II - Universal Good - My Love - We Are Women - The Pilgrim’s Procession - Alleluia - Quiet - Introduction To Eldorado - The Ballad Of Eldorado - Words, Words, Words - Bon Voyage - The Kings’ Barcarolle - Money, Money, Money - What’s the Use? - The Venice Gavotte - Nothing More Than This - Universal Good - Make Our Garden Grow |

## Distribution
- Candide (ténor)
- Voltaire/Pangloss (baryton ou ténor)
- Maximilian (baryton, mais peut être joué par un ténor ; n’a qu’un rôle parlant dans la version originale de 1956)
- Cunégonde (soprano)
- Paquette (alto à partir de 1974)
- The Old Lady (alto)
- Martin (baryton)
- Cacambo (rôle parlé)

### Pour découvrir
- (en) Overture to Candide sous la direction de Léonard Bernstein, à Londres le 13 décembre 1989
- June Anderson chante « Glitter and Be Gay » en 1989 à Londres sous la direction de Léonard Bernstein.
- Kristin Chenoweth chante « Glitter an Be Gay ».
- Diana Damrau chante « Glitter and Be Gay » en 2007.
- Natalie Dessay chante « Glitter and Be Gay » en 2007 à Paris aux victoires de la musique classique.

### Articles et sites liés
- (en) Candide sur le site officiel de Léonard Bernstein
- (en) Candide (opérette) sur l'Internet Broadway Database
- (en) Liste d’articles en anglais sur « Candide
- (en) Article du « International Herald Tribune » sur la mise en scène du Théâtre du Châtelet en 2006
- Ressources relatives à la musique :   - BRAHMS
  - Carnegie Hall
  - MusicBrainz (œuvres)
  - Muziekweb
- Ressource relative au spectacle :   - Internet Broadway Database
- Notices d'autorité :   - VIAF
  - BnF (données)
  - LCCN
  - GND
  - Israël
  - WorldCat